# Mira (freguesia)
Mira es una freguesia portuguesa del concelho de Mira, con 62,57 km² de superficie y 7.782 habitantes (2001). Su densidad de población es de 124,4 hab/km².